# Чорних Анфіса Максимівна
Анфіса Максимівна Чорних (рос. Анфиса Черных, нар. 30 квітня 1996, Москва) — російська кіноакторка та модель.

## Життєвий шлях
Народилася 30 квітня 1996 року в Москві, Росія.
Біографія майбутньої актриси почалася в Москві. Там дівчинка народилася. 
У 6 років батьки віддали її в англійську гімназію і музичну школу. Дівчинка аж ніяк не мріяла стати артисткою, правда, ще в ранньому дитинстві любила розповідати анекдоти і пародіювати знаменитих акторів. Найкраще у неї вдавалися пародії на Людмилу Гурченко.
У 2009 році зіграла в шкільній драмі «Дах» та в фільмі «Географ глобус пропив».

## Ролі в кіно
- 2009 — «Дах»
- 2012 — «Географ, що пропив глобус»
- 2017 — «Кухня: Остання битва»